# Leudeville
Leudeville is een gemeente in het Franse departement Essonne (regio Île-de-France) en telt 1187 inwoners (1999). De plaats maakt deel uit van het arrondissement Palaiseau.

## Geografie
De oppervlakte van Leudeville bedraagt 7,9 km², de bevolkingsdichtheid is 150,3 inwoners per km².
De onderstaande kaart toont de ligging van Leudeville met de belangrijkste infrastructuur en aangrenzende gemeenten.

## Demografie
Onderstaande figuur toont het verloop van het inwonertal (bron: INSEE-tellingen).